# Яблоновский (Железногорск)
Я́блоновский — бывший посёлок, присоединённый к городу Железногорску Курской области в 2008 году. С 2015 года имеет статус микрорайона города.

## География
Расположен на восточном берегу пруда на реке Чернь. Состоит из 1 улицы, протянувшейся с севера на юг вдоль пруда. Вдоль улицы расположены дома индивидуальной застройки. С востока к Яблоновскому примыкают дачные участки.

## История
Основан в 1922 году переселенцами из деревни Панино. В источниках 1920-х — 1930-х годов упоминается под названиями Яблонец или Яблоновец. В 1926 году в посёлке было 25 крестьянских хозяйств, проживало 124 человека (65 мужского пола и 59 женского). В то время Яблоновский входил в состав Лужковского сельсовета Волковской волости Дмитровского уезда Орловской губернии. В 1928 году вошёл в состав Михайловского (ныне Железногорского) района. После упразднения Лужковского сельсовета входил в состав Курбакинского сельсовета. 
В начале 1930-х годов в ходе коллективизации хозяйства посёлка вошли в состав колхоза «Новый Быт» (центр в д. Панино). В 1937 году в посёлке было 26 дворов. Во время Великой Отечественной войны, с октября 1941 года по февраль 1943 года, находился в зоне немецко-фашистской оккупации. С 1950 года хозяйства посёлка входили в состав колхоза имени Карла Маркса (центр в с. Лужки), переименованного в 1965 году в «Ленинское Знамя».
В 1973 году, с упразднением Курбакинского сельсовета, посёлок был передан в Андросовский сельсовет, в составе которого находился до 1992 года. В 1992—2008 годах входил в состав Железногорского горсовета.
В настоящее время в самостоятельный населённый пункт не выделяется, имеет статус микрорайона города Железногорска.

## Население
| 124 |